# Burg Jasenov
Die Burg Jasenov (slowakisch Jasenovský hrad oder hrad Jasenov, ungarisch Jeszenő vár) ist die Ruine einer Höhenburg beim ostslowakischen Ort Humenné im Okres Humenné. Sie befindet sich auf einem 384 m n.m. hohen Hügel im Bergland Humenské vrchy, einem westlichen Randteil des Vihorlatgebirges.

## Geschichte

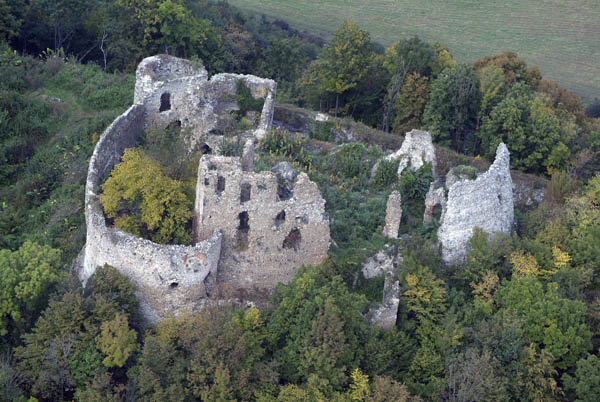
Luftbild der Burgruine

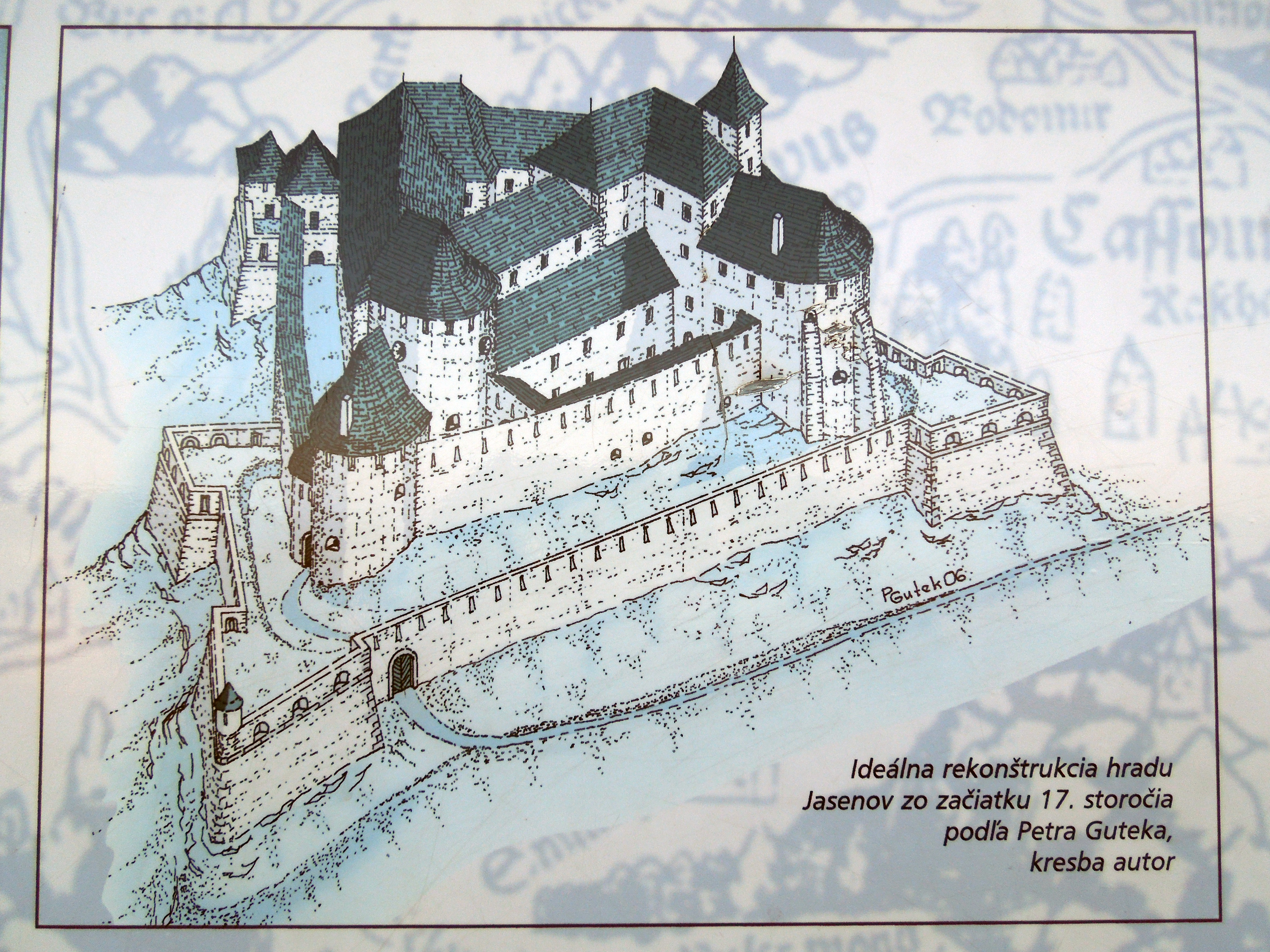
Mögliches Aussehen der Burg im frühen 17. Jahrhundert

Die Entstehungsgeschichte der Burg ist nicht zweifelsfrei geklärt. Sie galt als rein adlige Burg, es gibt jedoch mehrere mögliche Bauherren, und zwar die Familien Gutkeded, Ráskai. Nach anderen Quellen wurde die Burg gegen 1300 vom Magister Peter, Sohn von Peter Petényi, erbaut. Die Aufgabe der Burg war, einen Weg in die Stadt Humenné und weiter nach Norden zu sichern.
Nach einem erfolglosen Aufstand von Petényi im Jahr 1316 erhielt 1317 Philipp I. aus dem Hause Drugeth die Burg zusammen mit der nahen Burg Brekov. Damals bestand die Burg aus einem Palas, einem viereckigen Turm und einer Verteidigungsmauer auf einem dreieckigen Grundriss. Die Drugeths ließen gegen die Wende des 15. und 16. Jahrhunderts die Verteidigung massiv verstärken: an der am leichtesten zugänglichen nordwestlichen Seite wurde ein neuer Verteidigungsring mit zwei Bastionen errichtet, unterhalb des alten Wehrturms entstand eine weitere Bastion und die Mauer wurden verlängert. Die schon gut verteidigte Burg wurde gegen Mitte des 16. Jahrhunderts nochmals ausgebaut.
Zu dieser Zeit war die Burg wegen Geldfälschung bekannt. Der damalige Gutsherr Gabriel Drugeth wollte die instabile politische Situation im Königreich Ungarn nach der Schlacht bei Mohács ausnutzen und beauftragte einen Meister namens Nikolaus, in der Burg falsches Geld zu schlagen. Nach der Enttarnung wurde der „Münzmeister“ in Eperies hingerichtet.
1644 wurde die Burg Jasenov während des Aufstands von Georg Rákóczi durch Aufständische erobert und schwer beschädigt. Danach bauten die Drugeths die Burg nicht wieder auf, da sie gerade mit einem Umbau des Schlosses in Homenau beschäftigt waren. Im 18. Jahrhundert gehörte die Burg der Familie Csáky, im 19. Jahrhundert dem Adelsgeschlecht Andrássy. Im späten 19. und frühen 20. Jahrhundert leiteten die damaligen Denkmalbehörden eine Konservierung ein, die Arbeiten wurde aber wegen des Ersten Weltkriegs eingestellt und lange Zeit nicht wieder aufgenommen.
Seit 2011 arbeitet die Gemeinde Jasenov zusammen mit Združenie na záchranu Jasenovského hradu (Vereinigung für die Rettung der Burg Jasenov) an der Konservierung der Burgruine.